# نیروهای بین‌المللی کمک به امنیت
نیروهای بین‌المللی کمک به امنیت (آیساف) (به انگلیسی: International Security Assistance Force (ISAF)‎) هیئتی امنیتی و اعزامی به افغانستان، تحت سرپرستی ناتو بود که در ۲۰ دسامبر ۲۰۰۱ به موجب قطعنامهٔ ۱۳۸۶ شورای امنیت سازمان ملل متحد موجودیت پیدا کرد. این هیئت از دسامبر ۲۰۰۱ تا دسامبر ۲۰۱۴ در جنگ افغانستان مشغول به ایفای وظیفه بود و در ۱ ژانویه ۲۰۱۵ به ماموریت حمایت قاطع در پی خروج نیروهای ناتو از افغانستان تغییر نام داده شد.
در ابتدا آیساف مسئولیت برقراری امنیت را در کابل و مناطق اطراف آن در برابر طالبان، القاعده و دیگر جنگ‌جویان برعهده داشت تا زمینه را برای استقرار دولت انتقالی افغانستان به ریاست حامد کرزی آماده کند. در اکتبر ۲۰۰۳، شورای امنیت سازمان ملل اجازهٔ گسترش محدودهٔ مأموریت آیساف به کل افغانستان را صادر نمود و متعاقباً آیساف در چهار مرحله، منطقهٔ تحت مأموریتش را به کل افغانستان تعمیم داد. از سال ۲۰۰۶، آیساف مشغول عملیات‌های نظامی سهمگین در جنوب افغانستان شد، گرایشی که در سال‌های ۲۰۰۷ و ۲۰۰۸ نیز ادامه پیدا کرد. حملات علیه آیساف در سایر مناطق افغانستان نیز در حال افزایش بود.
نیروهای آیساف متشکل از نیروهایی از کشورهای ایالات متحده، بریتانیا، کانادا، استرالیا، نیوزیلند، آلمان، فرانسه، مجارستان، ایتالیا، اسپانیا، ترکیه، لهستان، پرتغال، رومانی، کرواسی، گرجستان، دانمارک، فنلاند، بلژیک، جمهوری چک، نروژ، بلغارستان، کره جنوبی، اسلواکی، آلبانی، جمهوری آذربایجان، اسلوونی، سنگاپور و السالوادور بود. آسیب نبردهایی که کشورهایی مختلف با آن روبه‌رو می‌شدند تفاوت‌های چشمگیری داشته است؛ به‌گونه‌ای که ایالات متحده آمریکا، بریتانیا و کانادا متحمل تلفات بیشتری نسبت به سایر کشورهای شرکت‌کننده شده‌اند.